# Chlorota vitrina
Chlorota vitrina är en skalbaggsart som beskrevs av Waterhouse 1881. Chlorota vitrina ingår i släktet Chlorota och familjen Rutelidae. Inga underarter finns listade i Catalogue of Life.